# سال نو مبارک (فیلم ۲۰۱۷)
سال نو مبارک (به انگلیسی: Happy New Year) یک فیلم سینمایی هندی در ژانر دراماتیک آنتولوژی محصول سال ۲۰۱۷ به کارگردانی پاناگا بهارانا است.